# Клувии
Клувиите (gens Cluvia) са фамилия от Древен Рим. Те произлизат от Кампания.
Известни от фамилията:
- Фавкула Клувия, куртизанка в Капуа през Втората пуническа война.[1]
- Гай Клувий Саксула, претор 175 и 173 пр.н.е.[2]
- Спурий Клувий, претор 172 пр.н.е. в Сардиния. [3]
- Гай Клувий, легат на Луций Емилий Павел Македоник в Македония 168 пр.н.е. [4]
- Гай Клувий, eques 76 пр.н.е.[5]
- Марк Клувий, банкер от Пуцеоли, приятел на Цицерон 51 пр.н.е.
- Гай Клувий, суфектконсул 29 пр.н.е.[6]
- Марк Клувий Руф, историк, суфектконсул 45 г.[7]
- Гай Марий Марцел Октавий Публий Клувий Руф, суфектконсул 80 г.[8]
- Публий Клувий Максим, суфектконсул 152 г.